# サンタ・クローチェ・デル・サンニオ
サンタ・クローチェ・デル・サンニオ（イタリア語: Santa Croce del Sannio）は、イタリア共和国カンパニア州ベネヴェント県にある、人口約900人の基礎自治体（コムーネ）。

## 地理

### 位置・広がり
ベネヴェント県のコムーネ。県都ベネヴェントから北へ29kmの距離にある。

#### 隣接コムーネ
隣接するコムーネは以下の通り。括弧内のCBはカンポバッソ県（モリーゼ州）所属を示す。
- カステルパガーノ
- チェルチェマッジョーレ (CB)
- チルチェッロ
- モルコーネ